# Resolució 2397 del Consell de Seguretat de les Nacions Unides
La Resolució 2397 del Consell de Seguretat de les Nacions Unides fou adoptada per unanimitat el 22 de desembre de 2017 en resposta al llançament d'un míssil balístic intercontinental Hwasong-15 a Corea del Nord el 28 de novembre d'aquest any. La resolució va condemnar el llançament i va estrènyer encara més les sancions al país, restringint les importacions de carburants i altres transports, així com la capacitat dels ciutadans nord-coreans de treballar a l'estranger. El 24 de desembre, el ministre d'Afers Exteriors de Corea del Nord va declarar que la resolució constituïa un acte de guerra.

## Disposicions
La resolució té diverses disposicions. Limita la importació de petroli refinat de Corea del Nord a 500.000 barrils per cada període de 12 mesos, a partir de l'1 de gener de 2018. També es va imposar una prohibició sobre l'exportació d'aliments, maquinària, equips elèctrics, terres i pedres, fusta i vaixells procedents de Corea del Nord i exportació d'equips industrials, maquinària, vehicles de transport i metalls industrials. Es van imposar la congelació d'actius al Ministeri de les Forces Armades Populars de Corea del Nord i als funcionaris bancaris. Els estats membres de les Nacions Unides van ser autoritzats a "apoderar, inspeccionar, congelar i embargar qualsevol vaixell a les seves aigües territorials" que hi portés petroli il·legalment a Corea del Nord.
La resolució també va exigir la devolució de tots els nacionals nord-coreans que obtinguessin ingressos a l'estranger, amb algunes excepcions humanitàries, en un termini de 24 mesos.

## Raonaments de votació
L'ambaixadora estatunidenca davant les Nacions Unides, Nikki Haley, va dir que el llançament "era una violació sense precedents que requeria una resposta sense precedents" i que "un desafiament addicional resultaria en un aïllament més". <rl Representant Permanent de França, François Delattre va titllar la resolució "un pas important per reforçar l'acció contra les provocacions" de Corea del Nord. El Representant Permanent d'Egipte Amr Abdellatif Aboulatta va dir que tenia va votar a favor de la resolució "per mantenir la credibilitat del Tractat de No Proliferació Nuclear, que ha de ser vinculant sense discriminació ni distinció". El Representant Permanent del Kazakhstan a les Nacions Unides, Kairat Umarov va dir que "cal destacar la naturalesa temporal de les sancions perquè les mesures tinguin el resultat desitjat de fer converses".

## Reacció nord-coreana
El 24 de desembre de 2017, el Ministeri d'Afers Exteriors de Corea del Nord va emetre una declaració que afirmava que la resolució "equival a completar el bloqueig econòmic de la RPDC". La declaració va definir la resolució "com una greu violació de la sobirania" de Corea del Nord i "un acte de guerra que violava la pau i l'estabilitat a la península i la regió coreana". Segons l'afirmació, les armes nuclears serveixen com a "defensa dissuasiva que no contradiu cap dret internacional", ja que es van desenvolupar" d'una manera justa i legítima fora del Tractat de no Proliferació Nuclear per tal de posar fi a la política hostil i les amenaces i xantatge nuclear dels EUA."